# ヴァイスリージェント
ヴァイスリージェント (Vice Regent) とは、カナダ生まれの競走馬、および種牡馬である。種牡馬として活躍産駒を多く輩出し、一大父系を築き上げた。1989年にカナダ競馬殿堂に殿堂入りしている。

## 経歴
カナダのオーナーブリーダーであったエドワード・プランケット・テイラーの生産馬の一頭で、父ノーザンダンサーの産駒としては第2世代に当たる。
1969年に競走馬としてデビューしたが、脚部不安により早期に引退することになり、5戦して2勝と目立った競走成績は残せなかった。しかし、全兄に1968年のカナダ年度代表馬ヴァイスリーガル（Viceregal）がいるという血統のよさを買われ、1972年からウインドフィールズファームで種牡馬となった。
そして繁殖入り後に産駒が大活躍し、1979年から1989年の11年間カナダでリーディングサイアーとなっていた。1995年6月18日に死亡したが、後継種牡馬の1頭であるデピュティミニスターや、クロフネを筆頭とするその産駒たちが目覚しい繁殖成績を収め、また日本にも直仔の産駒や後継種牡馬としての産駒が多数輸入されており、その父系はヴァイスリージェント系と呼ばれるまでに確立されている。さらに繁殖牝馬となった産駒も活躍馬を出産しており、ブルードメアサイアーとしても活躍が目覚しかった。現在も子孫たちが北米、日本を中心に活躍している。
競走成績はさしたるものではなかったが、その繁殖成績が評価されて1989年にカナダ競馬名誉の殿堂によって殿堂馬として選出されている。また、ウッドバイン競馬場では1997年より同馬を記念したヴァイスリージェントステークス（3歳・オンタリオ州産馬限定競走）が施行されている。

## 主な産駒
- 1978年産
  - Regal Embrace リーガルエンブレース（クイーンズプレート）
- 1979年産
  - Deputy Minister デピュティミニスター（ローレルフューチュリティ、ヤングアメリカステークスなど。1981年カナダ年度代表馬）
  - Fraud Squad フロードスカッド（1983年カナダ最優秀スプリンター）
- 1981年産
  - Park Regent パークリージェント（カップアンドソーサーステークス）
  - Bounding Away バウンディングアウェイ（ブリーダーズステークス。1984年カナダ最優秀芝馬）
- 1982年産
  - Bessarabian ベッサラビアン（1986年カナダ最優秀古牝馬）
  - Deceit Dancer ディケイトダンサー（1984年カナダ最優秀2歳牝馬）
- 1984年産
  - Ruling Angel ルーリングエンジェル（1986年カナダ年度代表馬）
- 1985年産
  - Regal Intention リーガルインテンション（クイーンズプレート。1988年カナダ最優秀3歳牡馬）
  - Regal Classic リーガルクラシック（プリンスオブウェールズステークス。1987年カナダ最優秀2歳牡馬）
- 1986年産
  - Trumpet's Blare トランペッツブレア（アーリントンワシントンラッシーステークス）
- 1989年産
  - エイシンテネシー（スポーツニッポン賞金杯）
- 1991年産
  - Twice the Vice トゥワイスザヴァイス（サンタマルガリータインビテーショナルハンデキャップ、デルマーオークスなど）

### 母父としての主な産駒
- Benburb ベンバーブ（プリンスオブウェールズステークス、ウッドバインマイルなど。1992年カナダ年度代表馬）
- Boston Harbor ボストンハーバー（ブリーダーズカップ・ジュヴェナイル。1996年エクリプス賞最優秀2歳牡馬）
- Cryptocloser クリプトクローザー（1997年ソヴリン賞最優秀3歳牡馬）
- Victory Gallop ヴィクトリーギャロップ（ベルモントステークス。1999年エクリプス賞最優秀古牡馬）
- Captain Steve キャプテンスティーヴ（ドバイワールドカップ）

## 血統表
| ヴァイスリージェントの血統（ノーザンダンサー系／Pharos-Fairway 4×4=12.50%（全兄弟クロス）） | ヴァイスリージェントの血統（ノーザンダンサー系／Pharos-Fairway 4×4=12.50%（全兄弟クロス）） | ヴァイスリージェントの血統（ノーザンダンサー系／Pharos-Fairway 4×4=12.50%（全兄弟クロス）） | （血統表の出典）  | （血統表の出典） |
| 父 Northern Dancer 1961 鹿毛 カナダ                                                         | 父の父Nearctic 1954 青鹿毛 カナダ                                                           | Nearco                                                                                      | Pharos            | Pharos           |
| 父 Northern Dancer 1961 鹿毛 カナダ                                                         | 父の父Nearctic 1954 青鹿毛 カナダ                                                           | Nearco                                                                                      | Nogara            |                  |
| 父 Northern Dancer 1961 鹿毛 カナダ                                                         | 父の父Nearctic 1954 青鹿毛 カナダ                                                           | Lady Angela                                                                                 | Hyperion          | Hyperion         |
| 父 Northern Dancer 1961 鹿毛 カナダ                                                         | 父の父Nearctic 1954 青鹿毛 カナダ                                                           | Lady Angela                                                                                 | Sister Sarah      |                  |
| 父 Northern Dancer 1961 鹿毛 カナダ                                                         | 父の母Natalma 1957 鹿毛 アメリカ                                                            | Native Dancer                                                                               | Polynesian        | Polynesian       |
| 父 Northern Dancer 1961 鹿毛 カナダ                                                         | 父の母Natalma 1957 鹿毛 アメリカ                                                            | Native Dancer                                                                               | Geisha            |                  |
| 父 Northern Dancer 1961 鹿毛 カナダ                                                         | 父の母Natalma 1957 鹿毛 アメリカ                                                            | Almahmoud                                                                                   | Mahmoud           | Mahmoud          |
| 父 Northern Dancer 1961 鹿毛 カナダ                                                         | 父の母Natalma 1957 鹿毛 アメリカ                                                            | Almahmoud                                                                                   | Arbirator         |                  |
| 母 Victoria Regina 1958 栗毛 カナダ                                                         | 母の父Menetrier 1944 青鹿毛 フランス                                                        | Fair Copy                                                                                   | Fairway           | Fairway          |
| 母 Victoria Regina 1958 栗毛 カナダ                                                         | 母の父Menetrier 1944 青鹿毛 フランス                                                        | Fair Copy                                                                                   | Composure         |                  |
| 母 Victoria Regina 1958 栗毛 カナダ                                                         | 母の父Menetrier 1944 青鹿毛 フランス                                                        | La Melodie                                                                                  | Gold Bridge       | Gold Bridge      |
| 母 Victoria Regina 1958 栗毛 カナダ                                                         | 母の父Menetrier 1944 青鹿毛 フランス                                                        | La Melodie                                                                                  | La Souriciere     |                  |
| 母 Victoria Regina 1958 栗毛 カナダ                                                         | 母の母Victoriana 1952 鹿毛 カナダ                                                           | Windfields                                                                                  | Bunty Lawless     | Bunty Lawless    |
| 母 Victoria Regina 1958 栗毛 カナダ                                                         | 母の母Victoriana 1952 鹿毛 カナダ                                                           | Windfields                                                                                  | Nandi             |                  |
| 母 Victoria Regina 1958 栗毛 カナダ                                                         | 母の母Victoriana 1952 鹿毛 カナダ                                                           | Iribelle                                                                                    | Osiris            | Osiris           |
| 母 Victoria Regina 1958 栗毛 カナダ                                                         | 母の母Victoriana 1952 鹿毛 カナダ                                                           | Iribelle                                                                                    | Belmona F-No.10-c |                  |

- 伯父に種牡馬のVictoria Park（ノーザンテーストの母の父）がいる。